# Glomera microphylla
Glomera microphylla är en orkidéart som beskrevs av Johannes Jacobus Smith. Glomera microphylla ingår i släktet Glomera och familjen orkidéer. Inga underarter finns listade i Catalogue of Life.